# 1-Heptanotiol
1-Heptanotiol é o composto orgânico de fórmula C7H15SH, fórmula linear CH3(CH2)6SH, massa molecular 132,27. É classificado com o número CAS 1639-09-4. Apresenta ponto de ebulição 173-176 °C a 765 mmHg, densidade de 0,844 g/mL a 25 °C.